# 咸平
咸平（998年—1003年）是宋真宗的第一個年号，北宋使用这个年号共6年。

## 年號含義
即天下太平之義。

## 改元
- 至道四年——正月一日，有詔改元咸平。[2][3][4]
- 咸平七年——正月一日，有詔改元景德。[5][6][7]

## 紀年對照表
| 咸平 | 元年  | 二年  | 三年   | 四年   | 五年   | 六年   |
| ---- | ----- | ----- | ------ | ------ | ------ | ------ |
| 公元 | 998年 | 999年 | 1000年 | 1001年 | 1002年 | 1003年 |
| 干支 | 戊戌  | 己亥  | 庚子   | 辛丑   | 壬寅   | 癸卯   |

## 同期存在的其他政权年号
- 中國
  - 化順（1000年）：北宋時期—王均之年號
  - 統和（983年－1012年）：契丹—遼聖宗耶律隆绪之年號
  - 明治（997年－1005年）：大理—段素英之年號
  - 天兴（986年－999年）：于闐—尉迟僧伽罗摩之年號
  - 天壽（999年－1001年或1005年）：于闐年號
- 越南
  - 應天（994年－1007年）：前黎朝—黎桓、黎龍鉞、黎龍鋌之年號
- 日本
  - 長德（995年－999年）：一條天皇之年号
  - 長保（999年－1004年）：一條天皇之年号

## 深入閱讀
- 李崇智. . 北京: 中華書局. 2004年12月. ISBN 7101025129.
- 鄧洪波.  (pdf). 臺北: 國立臺灣大學東亞經典與文化研究計劃. 2005年3月  [2021-11-16]. ISBN 9789860005189. （原始内容存档于2007-08-25）.

| 前一年號： 至道 | 北宋年号 | 下一年號： 景德 |